# Oosteind (Papendrecht)
Oosteind is een buurtschap in de gemeente Papendrecht, in de Nederlandse provincie Zuid-Holland. De buurtschap ligt in het oosten van de gemeente, tussen de gemeentekern en de buurtschap Matena.
Dorp: Papendrecht    Buurtschappen: Matena · Oosteind

Zuid-Holland: Steden en dorpen      Nederland: Provincies · Gemeenten